# Prélude et fugue en mi bémol majeur (BWV 876)
Le Clavier bien tempéré II
Pour un article plus général, voir Le Clavier bien tempéré.
Le prélude et fugue en mi bémol majeur, BWV 876 est le septième couple de préludes et fugues du second livre du Clavier bien tempéré  de Jean-Sébastien Bach, compilé de 1739 à 1744.
Le style du prélude évoque une pièce pour luth. La fugue à quatre voix, dans le stile antico, exploite particulièrement le procédé du canon.

## Prélude
Le prélude noté 
, de 71 mesures est décrit dans le style typique du luth, très semblable au prélude de la Suite pour luth BWV 998, de même tonalité. D'une expression simple et transparente, Guy Sacre évoque à son sujet, le « climat de grâce » de la joie de vivre et d'écouter les sources et le chuchotement des feuillages et nous renvoie aux églogues ou idylles de Václav Jan Tomášek ou de Schubert… et chez Bach, le rythme ternaire paisible évoque le Choral Jesus bleibet meine Freude, achevant la Cantate BWV 147.
Le mouvement en lui-même loin d'être celui d'une gigue (danse rapide) est modéré. Rendu au clavier, l’instrument idéal est le clavicorde,.

## Fugue
La fugue à quatre voix, est notée  et longue de 70 mesures. 
Elle présente un sujet en valeurs longues dans le style vocal aisément mémorisable, avec un rythme stéréotypé. Les intervalles montants de quintes, quartes et tierces y est privilégié. En l'absence de contre-sujet, David porte le nombre de notes du sujet à 20 (jusqu'à la mesure 12), dont trois quintes descendantes.

L'exposition fait entendre successivement basse, ténor, alto, soprano. Le premier divertissement (mesure 30) présente en canon à une mesure, le ténor et basse puis de la même manière alto et soprano. Le second divertissement libère la basse qui chute de trois quintes dans le grave avant de laisser chanter par le ténor un sujet légèrement transformé par la tonalité de la  majeur (mesure 53). Le sujet (réponse et sujet) est exposé en canon une dernière fois mesure 59, par le soprano et la basse.

## Manuscrits
Les manuscrits considérés comme les plus importants sont de la main de Bach lui-même ou d'Anna Magdalena. Ils sont :
- source « A », British Library Londres (Add. MS. 35 021), compilé dans les années 1739–1742[5]. Comprend 21 paires de préludes et fugues : il manque  ut  mineur, ré majeur et fa mineur (4, 5 et 12), perdues[5] ;
- source « B », Bibliothèque d'État de Berlin (P 430), copie datée de 1744, de Johann Christoph Altnikol[6].

Ces deux manuscrits sont en outre complétés, pour ce numéro, de la copie de Kellner (P 804), plus ancienne.

## Postérité
Mozart a donné une transcription de cette fugue à quatre voix, K.405 (1782) avec quatre autres, pour quatuor à cordes.
Théodore Dubois en a réalisé une version pour piano à quatre mains, publiée en 1914.